# Justine Palframan

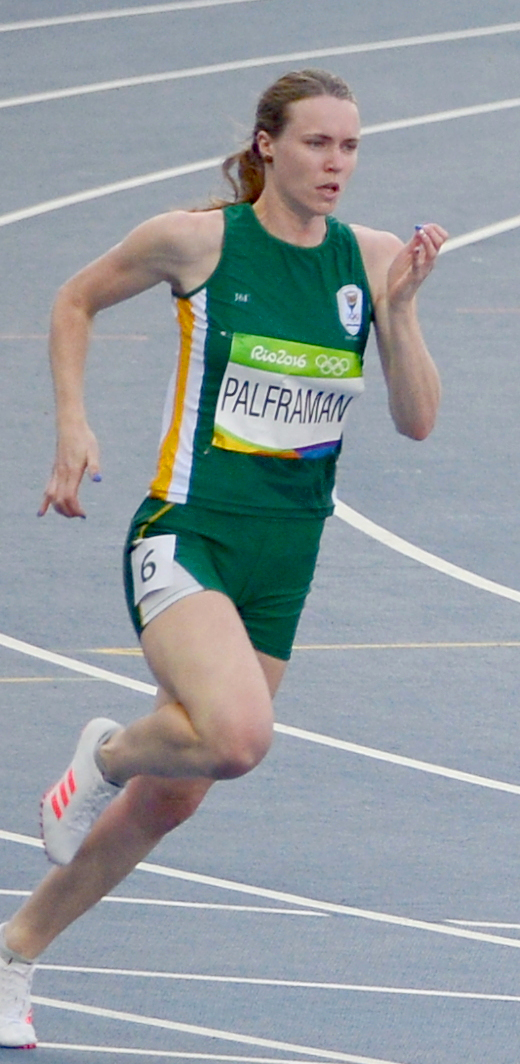
Justine Palframan bei den Olympischen Spielen 2016

Justine Palframan (* 4. November 1993 in Pietermaritzburg) ist eine südafrikanische Sprinterin.
Bei den Weltmeisterschaften 2013 in Moskau schied sie über 200 Meter im Vorlauf aus. Im gleichen Jahr gewann sie bei der Universiade in Kasan Bronze mit der 4-mal-400-Meter-Staffel.
2014 wurde sie bei den Afrikameisterschaften in Marrakesch Vierte über 200 Meter und Sechste über 400 Meter. Beim Continentalcup in Marrakesch wurde sie in der 4-mal-100-Meter-Staffel mit dem afrikanischen Team disqualifiziert.
2015 siegte sie bei der Universiade in Gwangju über 400 Meter. Bei den Weltmeisterschaften in Peking erreichte sie über 200 m das Halbfinale und scheiterte über 400 Meter. 2016 siegte sie bei den Afrikameisterschaften in Durban mit der 4-mal-400-Meter-Staffel und belegte den vierten Platz über 200 Meter. Zwei Monate später trat sie bei den Olympischen Spielen in Rio de Janeiro über 200 und über 400 Meter an, schied aber jeweils im Vorlauf aus. 
Bei der Universiade 2017 in Taipeh gewann sie die Silbermedaille über 400 Meter hinter der Polin Małgorzata Hołub. 2019 belegte sie bei den Afrikaspielen den fünften Platz mit der 4-mal-400-Meter-Staffel.

## Landesmeisterschaften
- 200 m: 2013, 2014, 2015, 2018
- 400 m: 2012, 2014, 2015, 2018

## Persönliche Bestzeiten
- 100 m: 11,75 s, 20. April 2015, Stellenbosch
- 200 m: 22,96 s, 24. April 2015, Stellenbosch
- 400 m: 51,27 s, 10. Juli 2015, Gwangju